# Take My Breath Away
Take My Breath Away is een nummer uit de film Top Gun uit 1986, geschreven door Giorgio Moroder en Tom Whitlock, uitgevoerd door de Amerikaanse band Berlin. Het nummer won in 1986 de Academy Award voor Beste Originele Nummer. Op 15 juni van dat jaar werd het nummer op single uitgebracht. In 1987 won de plaat de Golden Globe in de categorie Beste Originele Nummer.

## Achtergrond
Take My Breath Away was de eerste single van de soundtrack van Top Gun. Op de B-kant van de single stond het nummer "Radar Radio". Het nummer was een van de eerste nummers van Berlin die niet geschreven waren door John Crawford.
De plaat werd wereldwijd een hit en behaalde de nummer-1 positie in vele landen, waaronder in thuisland de Verenigde Staten, waar de nummer 1-positie van de Billboard Hot 100 werd behaald, evenals in het Verenigd Koninkrijk, waar de plaat de nummer 1-positie bereikte in de UK Singles Chart. In Canada werd de tweede positie bereikt, evenals in Zwitserland, Frankrijk, Australië, Zuid-Afrika, Zweden en Spanje, in Duitsland de derde, in Nieuw-Zeeland en Oostenrijk de vierde in Italië de vijfde en in Finland de dertiende positie.
In Nederland werd de plaat veel gedraaid op Radio 3 en werd een hit in de twee landelijke hitlijsten op de nationale publieke popzender. De plaat bereikte de nummer 1-positie in de Nederlandse Top 40 en stond daar een week op genoteerd. In de Nationale Hitparade werd de tweede positie bereikt. In de Europese hitlijst op Radio 3, de TROS Europarade, bereikte de plaat de nummer 1-positie en stond op donderdag 13 november 1986 een week op deze positie genoteerd. In Vlaanderen bereikte de plaat de nummer 1-positie in zowel de voorloper van de Ultratop 50 als de Radio 2 Top 30.
Take My Breath Away is te vinden op de soundtrack van de film Top Gun en op het album van Berlin, genaamd Count Three And Pray. Ook stond het op een aantal "Best of..." albums: Best of Berlin 1979-188, Master Series, Greatest Hits Remixed.

## Tracklijst
- 7-inch vinylsingle

A. "Take My Breath Away" – 4:13
B. "Radar Radio" (performed by Giorgio Moroder featuring Joe Pizzulo) – 3:40
- UK 12-inch vinysingle

A. "Take My Breath Away" – 4:13
B1. "You've Lost That Lovin' Feelin'" (performed by The Righteous Brothers)
B2. "Radar Radio" (performed by Giorgio Moroder featuring Joe Pizzulo) – 3:40
- UK 7-inch vinysingle (1990)

A. "Take My Breath Away" – 4:11
AA. "Danger Zone" (performed by Kenny Loggins) – 3:35
- UK cd-single (1990)

1. "Take My Breath Away" – 4:11
2. "Danger Zone" (performed by Kenny Loggins) – 3:35
3. "Hot Summer Nights" (performed by Miami Sound Machine) – 3:34
4. "Top Gun Anthem" (performed by Harold Faltermeyer and Steve Stevens) – 4:02

- UK cassette-single (1990)

A1. "Take My Breath Away" – 4:11
A2. "Danger Zone" (performed by Kenny Loggins) – 3:35
B1. "Take My Breath Away" – 4:11
B2. "Danger Zone" (performed by Kenny Loggins) – 3:35

## Videoclip
De videoclip van het nummer bevat scènes uit de film, gemixt met scènes waarin Terri Nunn, de zangeres van Berlin te zien is, terwijl ze het nummer zingt tussen delen van vliegtuigen, op een soort vliegtuigkerkhof. Bandleden John Crawford en Rob Brill zijn te zien terwijl ze relaxen in de tuin, waarna ze Terri volgen.
In Nederland werd de videoclip destijds op televisie uitgezonden door de popprogramma's AVRO's Toppop met AVRO Radio 3 dj Kas van Iersel, Countdown van Veronica met Veronica Radio 3 dj Adam Curry en Popformule met TROS Radio 3 dj Martijn Krabbé.

## Hitnoteringen

### Nederlandse Top 40
| Hitnotering: 27-09-1986 t/m 13-12-1986 | Hitnotering: 27-09-1986 t/m 13-12-1986 | Hitnotering: 27-09-1986 t/m 13-12-1986 | Hitnotering: 27-09-1986 t/m 13-12-1986 | Hitnotering: 27-09-1986 t/m 13-12-1986 | Hitnotering: 27-09-1986 t/m 13-12-1986 | Hitnotering: 27-09-1986 t/m 13-12-1986 | Hitnotering: 27-09-1986 t/m 13-12-1986 | Hitnotering: 27-09-1986 t/m 13-12-1986 | Hitnotering: 27-09-1986 t/m 13-12-1986 | Hitnotering: 27-09-1986 t/m 13-12-1986 | Hitnotering: 27-09-1986 t/m 13-12-1986 | Hitnotering: 27-09-1986 t/m 13-12-1986 | Hitnotering: 27-09-1986 t/m 13-12-1986 |
| Week                                   | 1                                      | 2                                      | 3                                      | 4                                      | 5                                      | 6                                      | 7                                      | 8                                      | 9                                      | 10                                     | 11                                     | 12                                     |                                        |
| -------------------------------------- | -------------------------------------- | -------------------------------------- | -------------------------------------- | -------------------------------------- | -------------------------------------- | -------------------------------------- | -------------------------------------- | -------------------------------------- | -------------------------------------- | -------------------------------------- | -------------------------------------- | -------------------------------------- | -------------------------------------- |
| Positie                                | 23                                     | 10                                     | 4                                      | 2                                      | 1                                      | 2                                      | 2                                      | 4                                      | 9                                      | 13                                     | 23                                     | 26                                     | uit                                    |

### Nationale Hitparade
| Hitnotering: 20-09-1986 t/m 20-12-1986 | Hitnotering: 20-09-1986 t/m 20-12-1986 | Hitnotering: 20-09-1986 t/m 20-12-1986 | Hitnotering: 20-09-1986 t/m 20-12-1986 | Hitnotering: 20-09-1986 t/m 20-12-1986 | Hitnotering: 20-09-1986 t/m 20-12-1986 | Hitnotering: 20-09-1986 t/m 20-12-1986 | Hitnotering: 20-09-1986 t/m 20-12-1986 | Hitnotering: 20-09-1986 t/m 20-12-1986 | Hitnotering: 20-09-1986 t/m 20-12-1986 | Hitnotering: 20-09-1986 t/m 20-12-1986 | Hitnotering: 20-09-1986 t/m 20-12-1986 | Hitnotering: 20-09-1986 t/m 20-12-1986 | Hitnotering: 20-09-1986 t/m 20-12-1986 | Hitnotering: 20-09-1986 t/m 20-12-1986 | Hitnotering: 20-09-1986 t/m 20-12-1986 |
| Week                                   | 1                                      | 2                                      | 3                                      | 4                                      | 5                                      | 6                                      | 7                                      | 8                                      | 9                                      | 10                                     | 11                                     | 12                                     | 13                                     | 14                                     |                                        |
| -------------------------------------- | -------------------------------------- | -------------------------------------- | -------------------------------------- | -------------------------------------- | -------------------------------------- | -------------------------------------- | -------------------------------------- | -------------------------------------- | -------------------------------------- | -------------------------------------- | -------------------------------------- | -------------------------------------- | -------------------------------------- | -------------------------------------- | -------------------------------------- |
| Positie                                | 26                                     | 7                                      | 4                                      | 5                                      | 3                                      | 3                                      | 3                                      | 2                                      | 9                                      | 11                                     | 21                                     | 32                                     | 40                                     | 42                                     | uit                                    |

### TROS Europarade
Hitnotering: 04-10-1986 t/m 18-01-1987. Hoogste notering: #1 (1 week).

### NPO Radio 2 Top 2000
| Nummer met noteringen in de NPO Radio 2 Top 2000 | '99 | '00 | '01 | '02 | '03  | '04  | '05  | '06  | '07  | '08  | '09-'11 | '12  | '13  | '14  | '15  | '16 | '17  | '18  |
| ------------------------------------------------ | --- | --- | --- | --- | ---- | ---- | ---- | ---- | ---- | ---- | ------- | ---- | ---- | ---- | ---- | --- | ---- | ---- |
| Take My Breath Away                              | 647 | 734 | 646 | 760 | 1198 | 1038 | 1660 | 1592 | 1479 | 1328 | -       | 1904 | 1986 | 1787 | 1945 | -   | 1827 | 1930 |

1. ↑  Een '-' betekent dat het nummer niet was genoteerd en een vetgedrukt getal geeft de hoogste notering aan.
2. ↑  Deze tabel is bijgewerkt tot en met de laatste editie (2024).